# Speckknödel-Aufstand
Beim Speckknödel-Aufstand bzw. der Speckknödel-Demonstration handelt es sich um den ersten dokumentierten Versuch, protestantisches Gedankengut in der Bischofsstadt Freising zu etablieren.

## Verlauf
Mitte der 1520er Jahre begannen Pfarrer Christoph und sein Kooperator Hans Ergkinger von der zum Hochstift Freising gehörenden, am Hang auf dem Weihenstephaner Berg gelegenen Kirche St. Veit, einen Kreis von etwa einem Dutzend Gleichgesinnter um sich zu versammeln, die sich besonders mit den Lehren der Täufer, aber auch anderen reformatorischen Thesen und Strömungen auseinandersetzten. Ein erster Schritt des Widerstandes geschah im Frühjahr 1527, als sich die Freisingerin Katharina Mair mitten in der zu dieser Zeit noch sehr streng ausgelegten Fastenzeit mit einer Schüssel voller Speckknödel mitten durch die Stadt zum Haus des Barbiers Zumbrecht begab, wo diese in kleinem Kreis, u. a. auch vom Kooperator von St. Veit, verspeist wurden. In kurzen Briefen wandte sich Katharina an den Domprediger und legte ihm ihre Sicht der Buße nahe.
An Ostern 1528 wandten sich die in der Pfarrei St. Georg wohnenden Anhänger des Kreises an den Pfarrer und forderten von ihm statt der Ohrenbeichte die Freisprache von den Sünden nach einem allgemein gehaltenen Sündenbekenntnis. Diese wurde ihnen verweigert. Die Beichte nahm einem Teil der Gruppe daher Hans Ergkinger in der gewünschten Form ab, andere verzichteten gänzlich darauf. Dennoch empfingen sie im Freisinger Dom die Kommunion.
Die nun aufmerksam gewordenen kirchlichen Behörden ließen in der Woche nach Ostern im Jahre 1528 sieben Personen dieser „Gemeinde“ , Katharina Mair und ihre Mutter, die Ehepaare Zumbrecht und Färber sowie Andreas Nägelein, deren Verhörprotokolle alle vorhanden sind, verhaften und einsperren. Das Verhör und den Prozess leitete das von Philipp von der Pfalz eingesetzte bischöfliche Gericht. Katharina Mair und ihre Mutter wurden auch der peinlichen Befragung unterzogen. Am 13. Mai 1528 wurde Katharina Mair auf den Schrannenplatz an den Pranger gestellt und ein Kreuz auf ihrer Stirn eingebrannt. Anschließend verbannte man sie aus dem Hochstift. Das Strafmaß der anderen Beteiligten ist nicht bekannt.
In Freising erinnert heute die nach Katharina Mair benannte Straße an den Speckknödel-Aufstand.